# Xanthophenax diversipes
Xanthophenax diversipes är en stekelart som först beskrevs av Tosquinet 1896.  Xanthophenax diversipes ingår i släktet Xanthophenax och familjen brokparasitsteklar. Inga underarter finns listade i Catalogue of Life.